# Anomala vayana
Anomala vayana är en skalbaggsart som beskrevs av Ohaus 1930. Anomala vayana ingår i släktet Anomala och familjen Rutelidae. Inga underarter finns listade i Catalogue of Life.